# Asociación Deportiva Mérida
La Asociación Deportiva Mérida, S.A.D. es un club de fútbol de España de la ciudad de Mérida, capital de Extremadura. En la actualidad compite en el Grupo 1 de la Primera Federación.
Fue fundada en 2013 y adquirió mediante subasta judicial los derechos federativos del liquidado Mérida UD ese mismo año, el cual fue filial del histórico CP Mérida. El 4 de agosto de 2016 se constituye como sociedad anónima deportiva.

## Historia

### Orígenes y fundación
Durante el verano de 2013, se crea la nueva y actual entidad deportiva emeritense. El Club es presidido por Daniel Martín.
Para atraer a la afición dormida al Romano se llevaron a cabo una serie de iniciativas, entre las cuales destacan: apostar por una política de precios asequibles para cualquier bolsillo en cuanto a entradas y abonos, una gran campaña de comunicación a través de las redes sociales, y el boca a boca por toda la ciudad que hizo que en cuestión de meses, más de 4000 aficionados de media poblasen las gradas del Romano, con una estampa que recordaba a tiempos pasados.
Cabe destacar las magníficas entradas que se registraron en los partidos de temporada regular contra el Jerez CF, CD Coria y CD Díter Zafra con 5000 espectadores, Extremadura UD con 6000 espectadores, CF Villanovense con 7000 espectadores y Badajoz CF con 10 000 espectadores. Mientras que en play-offs de ascenso ya se superarían las 10 000 personas en las eliminatorias contra el Real Ávila CF, AD San Juan y UP Langreo. También en materia de desplazamientos, la afición romana se movería en masa llevando a 1400 personas a Villanueva de la Serena, 1000 a Almendralejo y otros cientos al resto de encuentros foráneos.
En cuanto a lo deportivo, el equipo se mantuvo casi toda la temporada 2013/14 invicto, sucumbiendo al final ante el posterior campeón, Villanovense y ante el Coria, sin nada en juego. Se mantuvo una ardua lucha por el liderato entre el club, el CF Villanovense y el Badajoz CF.
En los play-offs de ascenso, el Mérida tenía que medirse con tres equipos para ascender a Segunda División B. En primer lugar, eliminó al Real Ávila CF, en una cómoda eliminatoria para los de Plaza en la que vencieron 0-1 en el Estadio Adolfo Suárez con gol de Jorge Troiteiro y 2-0 en la vuelta con goles de Sunny y Cristo.
En la segunda eliminatoria, superaron al AD San Juan de Pamplona con un 0-1 en tierras pamplonicas con gol de Cristo de penalti y con un 1-1 en el Romano, en un partido gris en el que Mansilla empataba en el minuto 92 provocando una explosión de júbilo ante las 10 400 personas que abarrotaban el Romano.
En la tercera y definitiva eliminatoria, el Mérida se midió al UP Langreo asturiano, en la que se cambiaron las tornas. La ida fue en el Romano, y finalizó con 0-0 en un partido en el que los extremeños fueron superiores al conjunto norteño. El partido de vuelta estaría marcado por los incidentes que se dieron en los exteriores del Estadio Ganzábal entre radicales de ambos equipos, que demostró la insuficiente labor en el dispositivo de seguridad dispuesto por el club minero, ya que hubo heridos y enfrentamientos hasta dentro del estadio. En cuanto a lo deportivo, el Langreo ganaría por la renta mínima con gol de Pablo Acebal de penalti, en el minuto 78, en un partido en el que el conjunto emeritense contó con un tiro al palo de Santi Amaro. No obstante, el partido estaría marcado con polémica en cuanto a la actuación arbitral debido a un supuesto penalti no pitado en el área del Langreo durante la recta final del encuentro, que habrían podido cambiar el resultado de la eliminatoria.
Pese al duro final de temporada, el club se recompuso para la temporada 2014/15 y fichó al actual entrenador, Ángel Alcázar, y mejoró más si cabe a la plantilla, con incorporaciones como la de Paco Borrego, Joaqui Flores, Jesús Perera, Dani Alonso y David Camps. En cuanto a lo social, el club contó con más apoyo que nunca, superando los 3000 abonados y con una asistencia media de 4500 espectadores. La Liga terminó con el Mérida líder, a 11 puntos de su inmediato perseguidor el Extremadura UD, con 31 partidos ganados de 38 posibles, 5 empates y 2 derrotas (101 goles a favor y solo 20 en contra). La primera derrota tuvo lugar en el campo del CD Coria, que supuso un punto de inflexión para el equipo romano, y la segunda, frente al Extremadura UD en el Estadio Romano, cuando ambos equipos no se jugaban prácticamente nada.
Si ya fueron destacables las estupendas asistencias en ciertos partidos durante la temporada 2013/2014, la 2014/2015 no iba a ser menos. Se volvieron a registrar en el Estadio Romano grandes entradas en partidos de temporada regular contra el Jerez CF, Extremadura UD y CD Badajoz. Asimismo, muchos aficionados se desplazaron para ver a su equipo fuera de casa y buena prueba de ello fueron los 2000 romanos que se desplazaron al Estadio Nuevo Vivero para apoyar al Mérida en casa del eterno rival, el CD Badajoz. También cabe señalar que el Mérida pasó gran parte de su temporada con su jugador estrella, Jorge Troiteiro, lesionado.
Como campeón de grupo, el Mérida tuvo que enfrentarse en los play-offs de ascenso a Segunda División B a otro campeón de Tercera División, el CD Laredo campeón del grupo cántabro, celebrándose el partido de ida en el Estadio Romano y el de vuelta, en Laredo. El primer partido acabó 0-0 a pesar de las múltiples ocasiones que tuvo el Mérida para materializar la victoria, donde se volvió a registrar récord de asistencia en el Estadio Romano, con 12 000 asistentes. En el partido de vuelta, con más de 700 aficionados emeritenses desplazados, acabó con un 1-2 a favor del Mérida, con goles de Joaqui Flores y Dani Alonso, que supuso el ascenso del Mérida a Segunda División B. Cabe destacar el ejemplar comportamiento de ambas aficiones en ambos partidos. El triunfo se celebró con muchas ganas en la ciudad, donde la afición recibió al equipo en una Plaza de España con un aspecto similar a cuando el antiguo CP Mérida ascendió a Primera División.
Nada más acabar la temporada, se puso en marcha la temporada 2015/2016 con la continuidad del entrenador Ángel Alcázar y el exjugador Santi Amaro que pasó a ser segundo técnico, prescindiendo de algunos jugadores como Manu, Mansilla, Toni, Dani Alonso, Carrasco, Cristo, David Camps, Jorge Caballero, Fernando Loaísa y José Carlos Lozano para afrontar el reto de la Segunda División B. En cuanto a las nuevas incorporaciones, el equipo se reforzó con Raúl Moreno para la portería; Alejandro Zamora, César Morgado, Pablo Gil y Jesús González para la defensa; Héctor Taranilla y Daniel Godoy para el centro del campo; Aitor García, Elton Martins, Pedro Conde, Enrique Castaño y Gonzalo Suárez para la delantera.
El 23 de junio de 2015 el Mérida ofertó los abonos de Segunda División B más económicos de España, con el lema "Hambre de gloria". En la temporada de su regreso a la Segunda División B finalizaría octavo, a un punto de la copa del Rey.
Para la temporada 2016/2017, el club prescindió de prácticamente la totalidad de su plantilla pese al gran resultado de la temporada anterior para confeccionar una nueva plantilla, incluyendo nombres como Pardo, Yacine Qasmi o Hugo Rodríguez, con el claro objetivo de jugar la fase de ascenso a segunda división. Tras un pésimo arranque de liga y la destitución del técnico José Miguel Campos, con la llegada al banquillo de Eloy Jiménez el equipo logró remontar la temporada, quedándose a un punto de la ansiada cuarta plaza.
La temporada 2017/2018 se configuró como ambiciosa, queriendo superar la quinta posición del año anterior. Para ello, se remodeló casi por completo a la plantilla y al cuerpo técnico, realizándose fichajes de renombre como Santi Villa, Chema Mato o Javi Gómez ya en el ocaso de su carrera deportiva, buscando ese punto de veteranía que faltó la temporada anterior. La inexplicable destitución del técnico Mehdi Nafti en la jornada 19 cuando el equipo iba en la undécima posición, junto con el fichaje de Loren Morón y una nueva remodelación de la plantilla en enero, propició la destitución de Loren en la jornada 29 tras caer por 4-0 en casa del colista. El equipo se situaba tan solo dos puntos por encima del descenso. Entonces, la directiva optó por reincorporar a Mehdi Nafti, técnico que fue destituido meses antes, hecho insólito en el fútbol nacional. Finalmente tras una victoria agónica en Lucena frente al Córdoba B, el Mérida acabaría la liga decimosexto, en la posición de promoción por la permanencia con 46 puntos. El sorteo le emparejó con el Coruxo FC empatando a dos goles en Mérida y 0-0 en Vigo, consumando el descenso a Tercera División.
En la temporada 2018/2019 se logra volver un año después a Segunda B tras quedar campeón del grupo extremeño de Tercera División de manera contundente. En el play-off de ascenso venció al UD Socuéllamos CF en la tanda de penaltis, después de finalizar los dos partidos y la prórroga con empate a cero entre ambos, logrando el merecido ascenso en el Estadio Romano ante su afición.
Al año siguiente, en la temporada 2019/20, se estrena como nuevo propietario y presidente de la entidad Francisco Puertas en Segunda B. Esa temporada, el club se mantendría prácticamente toda la temporada en puestos de descenso debido a los malos resultados, pero al detenerse la competición debido a la pandemia del Covid-19 la Federación anularía los descensos logrando así el conjunto extremeño la permanencia en la categoría.
La temporada 2020/21 estaría marcada por los cambios en el sistema de la competición debido a la creación de la Primera Federación para la temporada siguiente y a la situación del país por la pandemia, el nuevo formato sería de cinco grupos divididos a su vez en dos subgrupos cada uno compuesto por diez equipos cada subgrupo. Los 3 primeros clasificados asegurarían su participación en Primera Federación la siguiente temporada además de jugar la promoción de ascenso a Segunda División, los 3 siguientes asegurarían su pase a Segunda Federación y jugarían la promoción de ascenso a Primera Federación y los 4 últimos se clasificarían a la promoción de permanencia en Segunda Federación y en caso de perder descenderían a Tercera Federación. El conjunto emeritense lograría llegar a puestos de fase de ascenso a Segunda División pero una mala racha que provocaría la derrota en los últimos tres partidos alejaría al club de la parte alta de la tabla teniendo que conformarse con un sexto puesto que clasificaba al equipo al play off de ascenso a Primera Federación, en esta segunda fase el club lograría un insuficiente cuarto puesto que llevaría al equipo a Segunda Federación.
En octubre de 2021 el empresario inglés Mark Heffernan compró el club con el objetivo de cosechar éxitos deportivos y crear una gran cantera, en la temporada 2021/22 el Mérida jugaría una buena temporada logrando acabarla en segundo puesto y clasificándose para la promoción de ascenso a Primera Federación. En el primer encuentro de la fase de ascenso el equipo romano recibiría al Palencia Cristo Atlético, los extremeños ganarían el encuentro por 2 goles a 1 gracias a un gol de Héctor Camps en el minuto 92 de partido. En la final de la eliminatoria el rival sería el CD Teruel al que el Mérida vencería en la prórroga por 2 a 0 logrando el ascenso a Primera Federación.

## Estadio

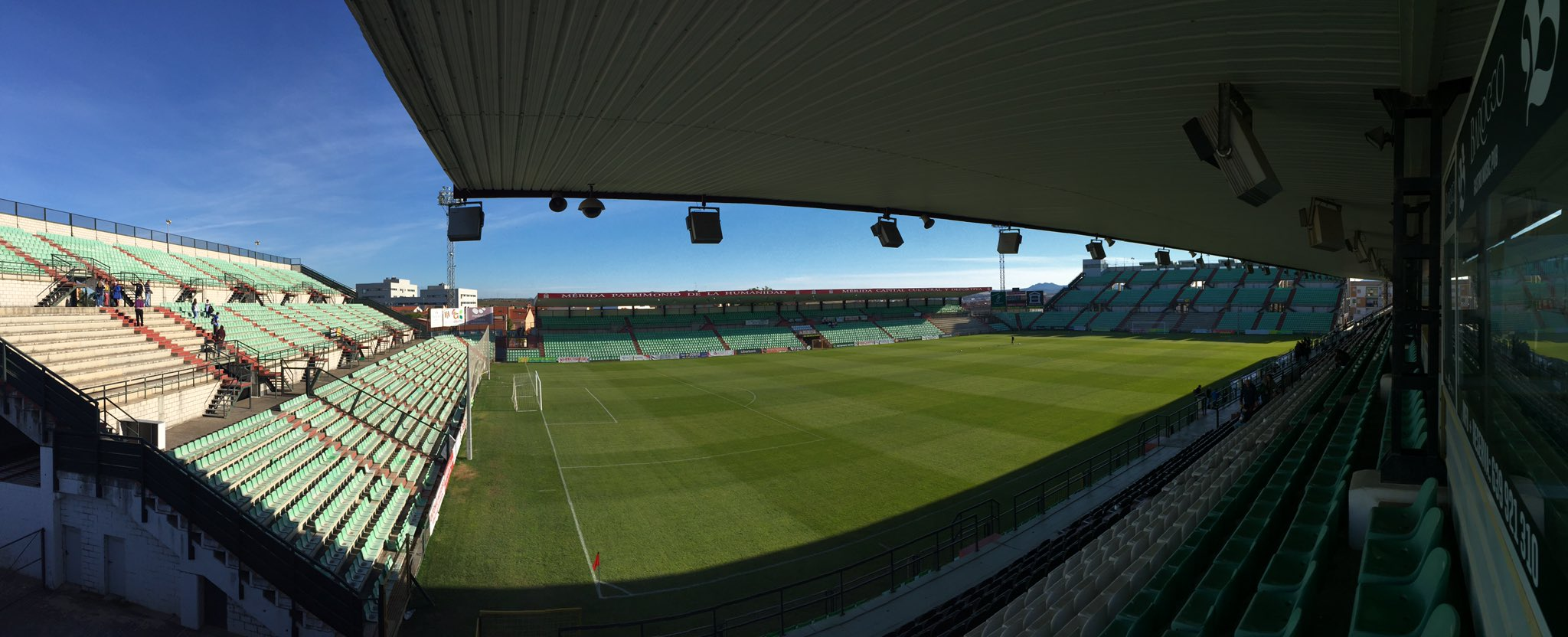
Vista del Estadio Romano desde tribuna.

Estadio Romano "José Fouto", con capacidad para 14 537 espectadores sentados, dimensiones de 106x70 y de césped natural. El estadio se inauguró el 23 de mayo de 1953 y fue remodelado completamente en 1995, adoptando su actual configuración.

## Datos del club
- Dirección social: Calle Villafranca de los Barros s/n, 06800 Mérida
- Teléfono/Fax: 924 330 841
- Email: info@admerida.es
- Presupuesto: 2 900 000 €[8]
- Abonados: 3 276 [9]
- Equipamiento: Macron
- Patrocinador: Mérida, Patrimonio de la Humanidad
- Copatrocinadores: Extremadura, Diputación de Badajoz, Raratrans, Casamayor Perfiles, Partun Real Estate, Condimento.

| Periodo   | Firma deportiva | Patrocinador                       |
| --------- | --------------- | ---------------------------------- |
| 2013-2016 | Kappa           | Grupo Abeto                        |
| 2016-2017 | Adidas          | Grupo Abeto                        |
| 2017-2019 | Kappa           | Mérida, Patrimonio de la Humanidad |
| 2019-2021 | Uhlsport        | Mérida, Patrimonio de la Humanidad |
| 2021-2023 | Erreà           | Mérida, Patrimonio de la Humanidad |
| 2023-2027 | Macron          | Mérida, Patrimonio de la Humanidad |

## Palmarés

### Torneos nacionales
| Competición nacional     | Títulos          | Subcampeonatos |
| ------------------------ | ---------------- | -------------- |
| Segunda Federación (0/1) |                  | 2021-22        |
| Tercera División (2/1)   | 2014-15, 2018-19 | 2013-14        |

### Torneos regionales
| Competición regional            | Títulos | Subcampeonatos |
| ------------------------------- | ------- | -------------- |
| Fase autonómica Copa RFEF (0/1) |         | 2018-19        |

## Plantilla

### Jugadores y Cuerpo Técnico
- Como exigen las normas de la RFEF, los jugadores de la primera plantilla deberán llevar los dorsales del 1 al 25. Del 26 en adelante serán jugadores del equipo filial, al que pertenecen a todos los efectos, y como tales, podrán compaginar partidos con el primer y segundo equipo.

## Cantera y fútbol femenino
El club cuenta con un equipo filial masculino en la Primera División Extremeña, el A. D. Mérida Promesas.
El A. D. Mérida Femenino juega en Primera División Extremeña.
Además gestiona sus propios equipos de cantera, desde escuela de iniciación hasta juveniles, este último en la segunda máxima categoría de España, Liga Nacional. Todas las categorías inferiores se agrupan en la llamada Academia Mérida.

## Afición
El Mérida goza de gran apoyo social. Estas son las peñas y grupos organizados de aficionados, la mayoría están agrupadas oficialmente en la Federación de Peñas del Mérida.
- Legiones Sur 1992
- Tankes Mérida 1987
- Legio Nova Invicta 04
- Peña Romana Benítez
- Peña Pecholata
- Peña Lo que diga mi mujer
- Muralla de San Albín
- Peña Valverdeña
- Peña Troi10
- Peña Seistercium
- Peña El 20
- Tribunos Mérida
- Panceta y Honor
- Diosas del Romano